# Метаутен
Метаутен (ісп. Metauten) — муніципалітет в Іспанії, у складі автономної спільноти Наварра. Населення — 283 особи (2009).
Муніципалітет розташований на відстані близько 280 км на північний схід від Мадрида, 42 км на захід від Памплони.
На території муніципалітету розташовані такі населені пункти: (дані про населення за 2009 рік)
- Артеага: 32 особи
- Гануса: 60 осіб
- Метаутен: 44 особи
- Ольйобаррен: 41 особа
- Ольйогоєн: 24 особи
- Суфія: 82 особи

## Демографія
Динаміка населення (INE ):